# Les Précieuses ridicules
Les Précieuses ridicules (As Preciosas ridículas em português) é uma peça de comédia em um ato, e em prosa, do Molière, realizada pela primeira vez em Paris, em 18 de novembro de 1659, no teatro de Petit-Bourbon. A peça foi apresentada na segunda parte, depois de Cinna de Corneille. Pouco representada na vida de Molière, As Preciosas ridículas foi no entanto, um sucesso considerável, que se manifestou pelo aparecimento de uma moda literária do romance. A sátira ao préciosité (preciosismo) popularizado pela peça de Molière, na realidade descrevendo o fenômeno que o designa, é agora visto como problemático.
A impressão de uma edição de as Preciosas ridículas, publicada sem a aprovação do Molière, tornou está peça a primeira do autor publicada e a única comédia em um ato a ser publicada em livro. Continua sendo encenada regularmente ao redor do mundo. 

## Enredo
Dois jovens, La Grange e Du Croisy, vão para a casa do Gorgibus, um burguês da província que chegou recentemente em Paris. Eles são muito infelizes com a recepção desprezada de Magdelon e Cathos, a filha e a sobrinha, respectivamente, do velho homem. La Grange explica para o amigo como ele pretende vingar-se das jovens orgulhosas: fazê-las conhecer Mascarille, seu criado, "um extravagante, a qual é colocado na cabeça de querer fazer a condição humana". (cena 1)
Ao descobrir que os dois jovens estão insatisfeitos com a sua visita, Gorgibus, a fim de compreender a razão, chama Magdelon e Cathos, que estão ocupadas recebendo as 'pomadas para os lábios'. (cenas 2 e 3)
Enquanto Gorgibus pede-lhes para dar explicações sobre o seu comportamento para com La Grange e Du Croisy, os quais ele espera que elas se casem, Magdelon e Cathos dizem que está fora de questão para elas casarem com pessoas "tão incongruentes na coragem", e que querem viver uma aventura galante e romântica, como os romances de Madeleine de Scudéry. Não entendo o seu discurso, Gorgibus declara que elas devem casar o mais cedo possível, ou, caso contrário, elas serão enviadas para um convento. (cena 4)
Após a saída de Gorgibus, Magdelon e Cathos são teimosas em seus devaneios, imaginando que elas não são, na verdade, sua filha e sua sobrinha, e que "um nascimento mais ilustre " um dia será revelado. Marotte, sua serva, anuncia a chegada do "marquês de Mascarille", e as duas preciosas estão ansiosas para recebe-lo. (cenas 5 e 6)
Mascarille chega com seus lacaios. Recusando-se a pagar a eles, sob o pretexto de que eles não pedem o dinheiro de uma pessoa da sua qualidade, ele concorda muito rápido, quando um deles o ameaça com uma vara. Mascarille aguarda Magdelon e Cathos, que o recebem. (cenas 7 e 8)
Mascarille elogia Magdelon e Cathos em sua reunião. Ele promete apresentar "uma academia de belos espíritos" ; ele também demonstra seu próprio talento cantando e recitando um improviso que ele havia composto, e é muito admirado pelas duas preciosas. Ele também as faz admirar seu vestido, antes de reclamar que seu coração está "descascado" por suas aparências. (cena 9)
Entra em cena Jodelet, apresentado como o "visconde Jodelet" por seu amigo Mascarille. Cada um se gaba de suas façanhas na guerra, mostrando a Magdelon e Cathos suas cicatrizes. Eles, então, decidem dar um pequeno baile para as suas hospedes e seus vizinhos. (cenas 10 e 11)
Entram em cena os vizinhos, e os violinos para o baile. Mascarille dança com Magdelon e Jodelet com Cathos. (cena 12)
La Grange e Du Croisy invandem a festa e brigam com Mascarille e Jodelet, antes de sair. Magdelon e Cathos estão chocadas, mas Mascarille e Jodelet não parecem querer vingar a afronta. (cenas de 13 e 14)
La Grange e Du Croisy retornam, e revelam que Mascarille e Jodelet são seus servos, e os fazem remover suas roupas. Percebendo o engano, as duas preciosas deixam de lado o seu despeito. (cena 15)
Magdelon e Cathos estão reclamando a Gorgibus como elas foram enganadas, mas Gorgibus responde que é por causa da sua extravagância, que tal coisa poderia acontecer. Mascarille e Jodelet, bem como os violinos, são jogados para fora  e, em seguida, Gorgibus com raiva, dedica aos romances, versos, canções, sonetos, aos "demônios". (cenas de 16 e 17).

## Contexto

### Elenco original
| Atores e atrizes originais                          |                       |
| Personagem                                          | Ator ou atriz         |
| La Grange pretendente rejeitado                     | La Grange             |
| Du Croisy, pretendente rejeitado                    | Du Croisy             |
| Gorgibus, um bom burguês                            | L' Espy               |
| Magdelon, filha de Gorgibus, uma preciosa ridícula  | Madeleine Béjart      |
| Cathos, sobrinha de Gorgibus, uma preciosa ridícula | Catherine De Brie     |
| Marotte, criada das preciosas ridiculas             | Marie Du Croisy       |
| Almanzor, lacaio das preciosas ridículas            | Brie                  |
| O marquês de Mascarille, criado de La Grange        | Molière               |
| O visconde de Jodelet, criado de Du Croisy          | Jodelet               |
| Carroceiros                                         | Du Croisy e La Grange |
| Vizinhos                                            | Elenco de fundo       |
| Violinistas                                         | Elenco de fundo       |

A lista de intérpretes da maioria dos personagens é fácil de estabelecer, sendo este último designado pelos nomes de cena dos atores incorporando-lhe : assim, é sob o nome de Jodelet que era conhecido do ator Julien Sexton, como o caso de Du Croisy e La Grange, que foram chamadas assim no teatro Philibert Gassot e Charles Varlet, enquanto Mascarille foi o nome de palco de Molière (ele foi um dos personagens que ele tinha interpretado no L'Étourdi et dans e Le Dépit amoureux) Magdelon (pronuncia-se "Madelon"), Cathos (pronuncia-se "Catau") e Marotte, são diminutos de Madeleine (Béjart), Catherine (Brie) e Marie (Du Croisy). O personagem de Gorgibus foi realizado pelo irmão de Jodelet, L' Espy, que se especializou em papéis de homens velhos. Finalmente, os extras eram susceptíveis de ser interpretados pela equipe do Petit-Bourbon (vizinhos, porteiros e etc.,)

### Criação de asPreciosas ridículasno teatro

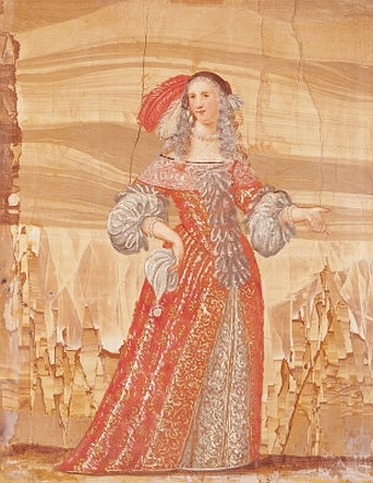
Madeleine Béjart no papel de Magdelon em 1659.

A estreia das Preciosas ridículas teve lugar na terça-feira, 18 de novembro de 1659, após Cinna por Pierre Corneille. Na decisão de trazer um pouco de comédia, após uma peça em cinco atos, Molière retomou uma prática que desapareceu da zona de teatros em Paris, no início da década anterior. No entanto, esta inovação não foi um tratamento especial: o preço dos bilhetes foi o mesmo para uma peça (em vez de ser dobrado, como foi o caso das estreias), e o lançamento de as Preciosas ridículas não foi agendado para sexta-feira, como era de costume para novas peças. A peça, em seguida, desapareceu de cena por uma quinzena, substituída pela retomada da La Mort de Crispe, tragédia de Tristão, o Eremita, e, em seguida, pela criação de uma outra tragédia, Oreste e Pylade, do dramaturgo Coqueteau do Glade (amigo e protegido dos irmãos Corneille.)
Esta nova tragédia obteve pouco sucesso e só foi encenada três vezes, antes de ser substituída por Alcionée, tragédia de Du Ryer. Isto é, depois desta última peça que As Preciosas ridículas fez o seu regresso à cena. A comédia foi representada, em seguida, como um complemento de Rodogune, Cid  e Horace, todos as três de Pierre Corneille. Apesar do sucesso espetacular para uma pequena comédia, suas performances foram novamente interrompidas, a fim de permitir a criação de Zenobia, uma tragédia de Jean Grignon que não teve sucesso, exceto a partir do momento onde ela foi acompanhada pelas Preciosas ridículas. No entanto, apesar do evidente sucesso deste último, foi representada de forma irregular até o tradicional quebra da Páscoa (sexta-feira, 12 de março de 1660), talvez porque o ator Jodelet já estava doente (ele morreu em 26 de março de 1660).
A reabertura dos teatros, no início do mês de abril, contou com o ator, Gros-René assumindo o papel de Jodelet, mas, novamente As Preciosas ridículas, teve apenas algumas apresentações, antes de ser definitivamente abandonada no final do ano de 1661 (com excepção de três ocasiões, em 1666). A primeira peça impressa de Molière foi representada apenas cinqüenta e cinco vezes na vida do seu autor.

### Um sucesso considerável e embaraçoso
O número de representações de as Preciosas ridículas, relativamente alto, ainda não explica o enorme sucesso que a peça encontrou, que trouxe um novo fôlego para a comédia: de fato, juntamente com os processos tradicionais de burlesque (por exemplo, o manobrista disfarçado como um senhor), os personagens não respondiam aos cânones do gênero comique, e eles apareceram para o público como caricaturas de figuras da sociedade galante. Esta dimensão de paródia dos personagens era uma novidade, e mostrou ao público que a sociedade contemporânea podia ser uma peça cômica. Além disso, o sucesso de as Preciosas ridículas com o nascimento de uma forma literária, e muitas obras apareceram que sobre "preciosas" falando nos salões, para dar uma aparência de realidade para o contexto sócio-histórico para esta "preciosidade", que, na verdade, nunca existiu como tal.
O sucesso de As Preciosas ridículas no entanto, apresentou várias desvantagens para Molière: primeiro de tudo, o aspecto da paródia da peça interpretada pelo seus críticos como uma sátira dirigida contra pessoas reais, uma acusação da qual ele se defendeu explicando no prefácio de as Preciosas ridículas que não era pessoas reais, mas para tipos sociais, mesma defesa que ele reutilizou em A Crítica da Escola das mulheres, três anos mais tarde. Por outro lado, o sucesso da pequena comédia de teatro, associado com as repetidas falhas encontradas a Molière, na interpretação e encenação das tragédias, geraram a ideia de que ele era bom para representá-lo, mas foi incapaz de subir para algo mais nobre. Finalmente, a publicação sem a sua aprovação do texto de Preciosas ridículas, o fez decidir imprimir a sua peça, antecedendo um prefácio, que garantiu a integridade.

### Publicação da peça
No prefácio que escreveu por ocasião da publicação de As Preciosas ridículas em janeiro de 1660, Molière afirmou que era contra sua vontade que o livro fosse impresso. Na verdade, vários textos com este título, tinham sidos publicados no final do ano de 1659, e o início do ano de 1660: a Narrativa em prosa e verso da farsa das preciosas, de Mademoiselle Desjardins (a futura Madame de Villedieu), foi impresso na livraria Claude Barbin, e em seguida, em William de Luyne. Além disso, no início de janeiro de 1660, o texto de uma peça que ainda não tinha sido interpretada (e que nunca iria ser),  Les Véritables précieuses, por sua vez, foi impressa,. Seu autor, Antoine Baudeau de Somaize, a utilizou para fazer vários ataques contra Molière. Além dessas questões de imitação, plágio, a impressão de uma edição do texto da peça, realizada sem a sua aprovação (e para o qual ele não tenha percebido, portanto, nenhuma compensação) pelo livreiro parisiense Jean Ribou, inspirou Molière a entrar em um contrato com Luyne para publicar uma versão de as Preciosas ridículas, em que ele iria manter o controle editorial,.
Esta publicação das Preciosas ridículas é um evento na história literária, não só porque é a primeira peça que foi publicada de Molière, mas também porque nunca mais uma peça em um ato, e em prosa, tiveram esta honra. Molière escreveu em seu prefácio que ele é contra de coração a está publicação. É provável, que ele teria preferido para começar sua carreira como um autor com a publicação de uma grande comédia em cinco atos e em verso que ele já tinha escrito (L'Étourdi e Le Dépit amoureux), e mesmo com a "comédia séria", Don Garcie de Navarre, que ele tinha começado a ler trechos em salões.

## Elementos de análise

### As fontes de Molière

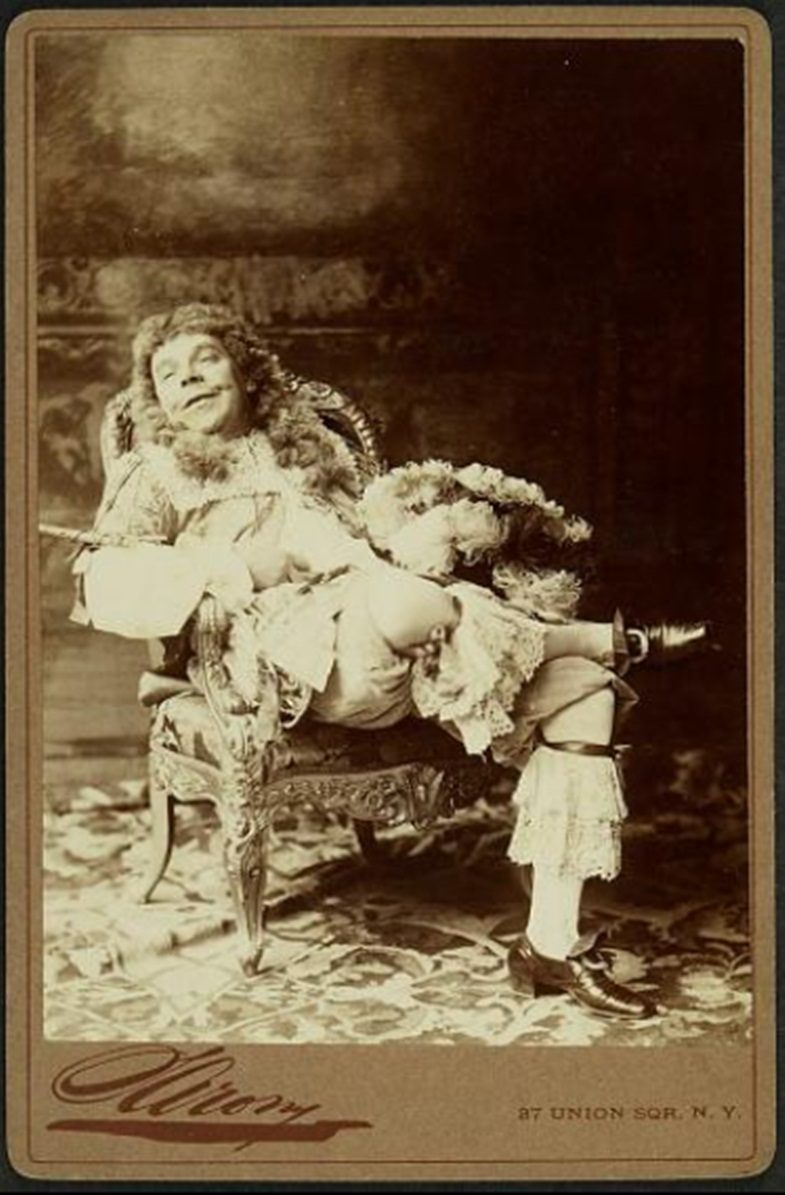
Coquelin no papel de Mascarille em 1888.

Para escrever As preciosas ridículas, Molière foi inspirado em vários livros publicados, alguns anos antes da criação de sua obra. A sua fonte principal parece ter sido L'Héritier ridicule de Paul Scarron, publicada em 1650, e que foi realizada vinte e nove vezes pelo grupo de teatro de Molière entre 1659 e 1666. Esta peça, em si foi inspirada por uma comédia espanhola publicada em 1647, El Mayorazgo figura de Castillo Solórzano, Molière provavelmente retomou o tema do valet ridículo disfarçado como um cavalheiro, a fim de seduzir uma jovem mulher de seu mestre.
O panfleto sátiro de Charles Sorel , "As leis de bravura", inventário de maneiras paródicas de implementar e ganhar o título de "galante", foi também uma fonte para Preciosas ridículas, em que Molière atraiu uma grande parte dos comentários e comportamentos de Mascarille, Cathos e Magdelon,.
Finalmente, o romance de Michel de Pure, La Précieuse ou le mystère des ruelles, publicado em 1656, qu, na forma de histórias e conversas entre os protagonistas do romance, lida com os temas do status da mulher, foi capaz de exercer uma influência sobre o tema de Preciosas ridículas. Além do mais, a terceira parte do romance, que evoca a representação de uma parte dos atores italianos, em Paris, revela talvez uma fonte mais direta da peça de Molière: há de fato, a pergunta de uma jovem garota que prefere um falso poeta a um verdadeiro homem nobre e, de acordo com Les Véritables précieuses de Somaize, esta peça, que seria, na verdade representadas pelo italianos como  dois criados [...] que se vestem para agradar duas mulheres de seus mestres, lutando até o fim" . Mas a existência desta peça é questionável, especialmente na descrição no Somaize, que pode ter um interesse de fazer Molière se passar como um plagiador, a fim de justificar seu próprio plágio.
Cercle des femmes (1656), comédia de Samuel Chappuzeau, centrada em torno da personagem de Emily, uma jovem que descobre estar apaixonada por um velho pedante e que é abandonada, tentando torná-lo a ser um cavalheiro por um jovem aluno. Ela por vezes tem sido mencionada como uma possível fonte para As Preciosas ridículas, no entanto suas semelhanças com a obra de Molière são muito fracas, e demasiado geral para afirmar o contrário sem cuidado.

### A escrita da peça
Parece que a composição de as Preciosas ridículas foi dependente do imperativos estratégicos e comerciais que foi submetido a Molière: na verdade, desde a primavera de 1659, ele foi envolvido com sua equipe e o comediante Jodelet, numa comédia em que este era o protagonista principal: Jodelet ou le Maître valet, puis Don Japhet d'Arménie. Mas eles não tiveram o sucesso esperado por ele estar velho e Molière decidiu criar uma nova para o ator, dividindo a função do lacaio ridículo (Jodelet provavelmente tinha setenta anos de idade, quando ele se juntou a equipe de Molière.)
Assim é que o autor usou o tema do servo disfarçado como um nobre, tomadas a partir de Scarron, que ele teve a ideia de acrescentar um outro tema, o da "menina louca", que é herdado, em particular, dos Visionários, parte de Desmarets de 1637, que a trupe de Molière apresentou de forma intermitente durante a primavera de 1659. A forma da loucura de mulheres jovens (assim como o manobrista, o papel havia sido dividido), Molière encontrou na Coleção de peças em prosa, a mais agradável deste tempo, composta por vários autores, publicada em 1658, e que continha, além de "As leis da coragem" de Sorel, uma paródia da Carte de Tendre de Mademoiselle de Scudéry: Carte du royaume des Précieuses, escrita em 1654, pelo marquês de Maulévrier. Estes textos, com o abbe de Pure, iria proporcionar-lhe o nome e os defeitos que seria adornando as suas duas jovens.

### A questão do "preciosismo"
A questão do preciosismo e a sua crítica na peça de Molière tem sido objeto de muitos comentários. Literários e historiadores têm longos ensaios sobre Molière estar atacando o preciosismo menos verdadeiro, como uma de suas formas degradada, representada pela figura de Mademoiselle de Scudéry, ou pelos salões de beleza, burguesia, e provincial. O principal problema com estas interpretações é que elas aceitam a existência de uma corrente preciosa sem considerar o que os estudos modernos mostram ser uma reconstrução posterior a um fenômeno que é essencialmente uma questão de mitologia: na verdade, a ideia de uma oposição entre uma verdadeira preciosidade e preciosidade degradadas é um tropo que vai voltar na publicação, em 1835, Mémoires pour servir à l'histoire de la société polie en France, de Louis Roederer. Este livro, que opõem a essência verdadeira da preciosidade aristocrática para uma preciosidade ridícula burguesa, não era desprovida de razões políticas: a construção do mito da preciosidade, que se refere a uma certa nostalgia das feiras do XVIIe e XVIII, tornou possível ignorar os dos séculos XVIIIe xix, que colheu com bondade as ideias revolucionárias.
Mas no tempo de Molière, ninguém jamais se deu o título de "preciosa", e os retratos nos textos de época são contraditórios. É por isso que um número de estudiosos ir tão longe a ponto de propor não mais usar os termos "preciosa" e  "preciosismo", considerando que este é apenas um qualificador de paródia e literário, que não cobre nenhuma realidade concreta sócio-historicamente..
Também, em sua apresentação das Preciosas ridículas para a edição das Obras completas de Molière na Bibliothèque de la Pléiade (2010), Georges Forestier e Claude Bourqui argumentam que, a escolha do termo "preciosa" para definir Magdelon e Cathos, o dramaturgo utilizou o termo que foi usado em um romance do abbe de Pure (do qual era difícil ter uma ideia do que é relatado), um texto paródia de Charles Sorel, e algumas sátira antifeministas. Ele poderia atuá-las no seu tempo livre, mantendo-se somente os recursos que são adequados para as sátiras, o fato delas ser "singulares e recatadas ao mesmo tempo, minaudières, façonnières e a utilização de um jargão incompreensível para os que não pertenciam a sua 'seita'".
Myriam Dufour-Maître, escreveu em seu estudo sobre, As Preciosas (2008), que: "só o gênio de Molière foi capaz de dar a nitidez de um tipo de literatura concluída a alguns comportamentos socialites isolados, algumas práticas de linguagem em minoria e alguns preconceitos estéticos efêmeros".

### A dinâmica da farsa
As Preciosas ridículas retrata vários personagens do mundo da farsa e a commedia dell'arte, o primeiro dos quais Jodelet que incorporava por décadas: o tipo de criado covarde. Associado com Molière/Mascarille, cujo traje ridiculamente carregado era uma reminiscência do teatro de feira, e Gorgibus/L' Espy, a figura tradicional do velho ridículo (o nome do "Gorgibus" atribuído ao velho homem parece ser a invenção de Molière), eles recriaram o "trio de brincalhões", famoso trinta anos atrás, incorporando aomenos um dos personagens, o equivalente de "máscaras" da comédia italiana. Impressão reforçada pelo fato de que Jodelet interpretou o sujeito com o rosto polvilhado com farinha (que Mascarille afirma: "isso é apenas uma doença que fez o seu rosto pálido, como você pode ver ), e o significado do nome " Mascarille", que etimologicamente se refere à ideia de uma máscara.
Além disso, Mascarille e Jodelet que se apresentam como aristocratas para as preciosas, interpretam uma segunda farsa na primeira, se envolvendo em um jogo burlesco normalmente falso (Mascarille fazendo-a sentir suas lesões, Jodelet que retira seus coletes para mostrar as feridas), antes de ser vítimas das tradicionais revelações no final da peça.
A dinâmica das farsas em Preciosas ridículas mascara no entanto, de acordo com a Bernadette Rey-Flaud, uma dimensão sombria: em seu estudo sobre Molière e a farsa, ela explica que a cênica do jogo vertiginoso de Jodelet e Mascarille e o fato de que ambos são instrumentos de uma vingança por parte dos pretendentes rejeitados: quando, no final da peça os dois palhaços, encontram-se despojado de suas roupas, eles estão na frente das duas moças da mesma forma, despojados da sua adequação e aclamação. Assim, a exposição física de cada um faz elevar a moral dos outros, e todos os quatro permanecem indefesos e impotentes diante da miséria e da vergonha.